# Менипа
Менипа је у грчкој митологијији било име више личности. 

## Митологија
1. Једна од Коронида, Орионова кћерка и Метиохина сестра.[1]
2. Хигин ју је навео као једну од Океанида.[2]
3. Хесиод у теогонији ју је сврстао у Нереиде.[3]
4. Амазонка, која се борила у Ејетовој војсци, против Персеја.[4]
5. Неки извори је помињу као Тамиријеву кћерку и Орфејеву мајку.[1]

## Биологија
Латинско име ових личности (Menippe) је назив за род у оквиру групе краба.